# Nicolas de Crosta
Nicolas de Crosta, eigentlich Traugott von Schlieben (* 30. August 1900 in Potsdam; † 23. Mai 1972 in  Berlin-Schmargendorf), war ein deutscher Schriftsteller. Sein bekanntestes Werk ist der Roman „Bis aller Glanz erlosch“, der zuvor als Fortsetzungsroman in der Illustrierten „Revue“ erschien.

## Werke
- Bis aller Glanz erlosch. Kindler, München 1979; ISBN 3-7852-1215-1 / Kindler u. Schiermeyer, Bad Wörishofen 1953
- Die goldenen Jahre. Heyne, München 1961 / Universitas Verlag, Berlin 1958
- Für immer Monplaisir. Deutsche Buch-Gemeinschaft, Berlin 1960 / Duncker, München 1955
- Blanche. Barrie Books, London 1958

| Personendaten    | Personendaten                             |
| ---------------- | ----------------------------------------- |
| NAME             | Crosta, Nicolas de                        |
| ALTERNATIVNAMEN  | Schlieben, Traugott von (wirklicher Name) |
| KURZBESCHREIBUNG | deutscher Schriftsteller                  |
| GEBURTSDATUM     | 30. August 1900                           |
| GEBURTSORT       | Potsdam                                   |
| STERBEDATUM      | 23. Mai 1972                              |
| STERBEORT        | Berlin-Schmargendorf                      |